# See You
«See You» (в переводе с англ. — «Увидеть тебя») — песня британской группы Depeche Mode, их четвёртый сингл. Записан в Blackwing Studios, вышел 29 января 1982 года. Впоследствии заглавная песня сингла была включена в трек-лист второго студийного альбома группы, A Broken Frame. Это первый сингл, в котором присутствуют песни Мартина Гора.

## О сингле
Сингл предварял небольшой концертный тур, с тогда ещё временным участником группы Аланом Уайлдером, несмотря на то, что он не участвовал в создании ни песни, ни альбома. Существует две версии песни «See You»: версия сингла и удлинённая версия с более длинным вступлением, она же стала альбомной.
Сторону «Б» занимает песня «Now, This Is Fun». Удлинённая версия имеет более продолжительный переход в середине песни и более продолжительное окончание, Дейв Гаан в песне поёт «This is funny!» вместо «This is real fun!». До релиза «Now, This Is Fun» называлась «Reason To Be».
Названия альтернативных версий песен не были указаны на конвертах и этикетках пластинок.

## Музыкальное видео
Видеоклип на «See You» снял режиссёр Джулиен Темпл. Это первое музыкальное видео группы с участием Алана Уайлдера. На протяжении короткого времени он играет на клавишах, а также появляется на некоторых снимках из фото-будки. Первая часть клипа снималась на железнодорожном вокзале Хаунслоу в Лондоне. В начале видео присутствуют уличные громкоговорители, такие же, как на обложке альбома Music for the Masses, выпущенного пятью годами позже. Группе видео не понравилось, и не попало на видеосборник 1985 года Some Great Videos, в который вошли видеоклипы группы до 1985 года, за исключением клипов на песни с альбома A Broken Frame и клипа на песню «Get the Balance Right!».

## Списки композиций
Слова и музыка всех песен — написаны Мартином Гором.
| №  | Название           | Длительность |
| -- | ------------------ | ------------ |
| 1. | «See You»          | 3:55         |
| 2. | «Now, This Is Fun» | 3:23         |

| №  | Название                              | Длительность |
| -- | ------------------------------------- | ------------ |
| 1. | «See You» (Extended Version)          | 4:50         |
| 2. | «Now, This Is Fun» (Extended Version) | 4:45         |

| №  | Название                              | Длительность |
| -- | ------------------------------------- | ------------ |
| 1. | «See You» (Extended Version)          | 4:50         |
| 2. | «Now, This Is Fun»                    | 3:23         |
| 3. | «Now, This Is Fun» (Extended Version) | 4:45         |

| №  | Название                               | Длительность |
| -- | -------------------------------------- | ------------ |
| 1. | «See You» (Extended Version)           | 4:50         |
| 2. | «Now, This Is Fun» (Extended Version)  | 4:45         |
| 3. | «The Meaning of Love» (Fairly Odd Mix) | 4:59         |
| 4. | «See You»                              | 3:55         |

| Чарт (1982)                     | Позиция |
| ------------------------------- | ------- |
| Великобритания (OCC UK Singles) | 6       |
| Ирландия (IRMA)                 | 9       |
| Нидерланды (Single Top 100)     | 49      |
| ФРГ (Media Control AG)          | 44      |

| Страна | Сертификация |
| ------ | ------------ |
| (BPI)  | Серебряный   |